# Jens Vandenbogaerde
Jens Vandenbogaerde (né le 6 janvier 1992 à Courtrai) est un coureur cycliste belge.

## Biographie
Fin 2014, il signe un contrat avec l'équipe continentale irlandaise An Post-ChainReaction.

## Palmarès sur route
- 2008
  -  Champion de Belgique du contre-la-montre débutants
  - 2e du championnat de Belgique sur route débutants
- 2010
  - 2ea étape du Sint-Martinusprijs Kontich (contre-la-montre par équipes)
- 2011
  - 3e du championnat de Flandre-Occidentale du contre-la-montre espoirs
- 2013
  - 3e du championnat de Flandre-Occidentale sur route espoirs
- 2016
  - Champion de Flandre-Occidentale sur route
  - 3e du championnat de Flandre-Occidentale du contre-la-montre
- 2017
  - Gand-Staden
  - 2e du Circuit du Westhoek
- 2018
  - 2e du championnat de Flandre-Occidentale du contre-la-montre
- 2019
  - Champion de Flandre-Occidentale sur route
  - 2e de la Hill 60-Koers
- 2023
  - 2e du championnat de Flandre-Occidentale du contre-la-montre

### Classements mondiaux
| Année                                 | 2011  |
| ------------------------------------- | ----- |
| UCI Europe Tour                       | 1087e |
|                                       |       |
| Légende : nc = non classéSource : UCI |       |

## Palmarès sur piste

### Championnats nationaux
- 2008
  -  Champion de Belgique de poursuite par équipes débutants
  -  Champion de Belgique de vitesse par équipes débutants
  - 2e du championnat de Belgique de poursuite débutants
- 2009
  - 2e du championnat de Belgique de vitesse par équipes juniors
- 2010
  - 3e du championnat de Belgique de poursuite juniors